# Éva Andrea Hajmási
Éva Andrea Hajmási (14 de febrero de 1987) es una deportista húngara que compite en esgrima en silla de ruedas. Ganó tres medallas en los Juegos Paralímpicos de Verano entre los años 2016 y 2024.

## Palmarés internacional
| Juegos Paralímpicos | Juegos Paralímpicos     | Juegos Paralímpicos | Juegos Paralímpicos |
| Año                 | Lugar                   | Medalla             | Prueba              |
| ------------------- | ----------------------- | ------------------- | ------------------- |
| 2016                | Río de Janeiro (Brasil) | Medalla de plata    | Florete por equipos |
| 2020                | Tokio (Japón)           | Medalla de bronce   | Florete por equipos |
| 2024                | París (Francia)         | Medalla de plata    | Florete por equipos |